# Scandiumnitraat
Scandiumnitraat is het scandiumzout van salpeterzuur, met als brutoformule Sc(NO3)3. De stof komt voor als witte kristallen, die goed oplosbaar zijn in water en sterke minerale zuren.

## Synthese
Scandiumnitraat kan bereid worden door reactie tussen het amfotere scandiumoxide en salpeterzuur:
{\displaystyle \mathrm {Sc_{2}O_{3}\ +\ 6\ HNO_{3}\longrightarrow \ 2\ Sc(NO_{3})_{3}\ +\ 3\ H_{2}O} }

## Toepassingen
Scandiumnitraat wordt, zoals de meeste nitraten, gebruikt als oxidator.